# Перхляй
Перхляй (м. Перьфляй) — село, центр сельской администрации в Рузаевском районе Мордовии.
Население 736 чел. (2001), в основном мордва-мокша.
Расположено в 13 км от районного центра и железнодорожной станции Рузаевка. Название-характеристика: от м. перьф «вокруг» и ляй «река», то есть место, окруженное рекой. Основано в 17 в. выходцами из д. Конаково (ныне Темниковского района). В «Книге сбора пошлин с мордовских кереметей и мольбищ Саранского уезда за 1704 год» значится, что в Перхляе проживали 478 чел. В «Приходной книге по сбору окладных денег с ясашного населения (русских и мордвы) Саранского уезда на 1714 год» зафиксированы 37 дворов; в «Составе мужского населения Завального и Руднинского станов Саранского уезда на 1725 год» — 171 душа мужского пола; в 1732 г. — 189 душ мужского пола. Согласно «Списку населённых мест Пензенской губернии» (1864), Перхляй — село казённое из 160 дворов (1 289 чел.) Инсарского уезда; имелась церковь (1857). По данным 1913 г., в Перхляе было 373 двора (2 287 чел.); церковно-приходская школа, 3 хлебозапасных магазина, пожарная машина, 14 ветряных мельниц, 3 маслобойки и просодранки, овчинное и синильное предприятия, кирпичный сарай, 5 лавок; в 3 верстах крупное имение Глебова. В 1931 г. в Перхляе насчитывалось 508 хозяйств (2 594 чел.). В 1930-х гг. был создан колхоз, позднее отделение совхоза «Шишкеевский», совхоз «Подлесный», с 1996 г. — СХПК, с 1997 г. — арендное СХП «Подлесное» при Управлении федеральной почтовой связи по Республике Мордовия, с 2002 г. — ООО «Эска», с 2003 г. — индивидуальное предприятие «Ильин В. Н.». В современном Перхляе — средняя школа, медпункт, отделение связи, 2 магазина, теннисный корт; памятник воинам, погибшим в годы Великой Отечественной войны; Введенская церковь (1910-е гг., восстановлена в 2003 г.). Перхляй — родина партийного и профсоюзного руководителя П. Ф. Ерофеева, партийного и хозяйственного руководителя В. П. Исаева, хозяйственного руководителя А. А. Сардаева, заслуженного врача МАССР Т. Т. Келейниковой, учёного В. Т. Ерофеева, писателя Л. Ф. Макулова, певицы М. Е. Максимовой, доктора филологических наук, профессора Кубанцева Т. И. В Перхляйскую сельскую администрацию входят село Бекетовка (1 чел.) и деревня Ждановка (12 чел.).

## Источник
- Энциклопедия Мордовия, А. Н. Келина.